# Antonio Esposito
Antonio Esposito (* 13. Dezember 1972 in Viganello, Tessin) ist ein ehemaliger Schweizer Fussballspieler.

## Vereine
Esposito spielte Fussball beim FC Bioggio und bei den Junioren des AC Lugano. Als Profispieler begann er im Jahr 1992 bei der AC Lugano. Der Rechtsfüsser spielte vor allem im zentralen, offensiven Mittelfeld.
Mit den Grasshoppers wurde er 1998 Schweizer Meister. 2002 bis 2004 beendete er seine Profikarriere beim FC Basel.
Er liess seine Karriere bei Drittligisten wie dem norditalienischen Varese sowie im Tessin beim FC Mendrisio und 2005 bei seinem als AC Lugano neugegründeten Stammverein ausklingen.
Esposito bestritt auch drei Länderspiele für die Schweizer Fussballnationalmannschaft.

## Titel und Erfolge
AC Lugano
- Schweizer Cupsieger: 1993

Grasshopper Club Zürich
- Schweizer Meister: 1998

FC Basel
- Schweizer Meister: 2004
- Schweizer Cupsieger: 2003

Nationalmannschaft
- 3 Länderspiele für die Schweizer Fussballnationalmannschaft